# Dicranomyia kamakensis
Dicranomyia kamakensis là một loài ruồi trong họ Limoniidae. Chúng phân bố ở miền Cổ bắc.